# Copríncipes de Andorra
Los copríncipes de Andorra son los jefes de Estado del Principado de Andorra, según establece el Título III de su Constitución aprobada el 14 de marzo de 1993 y promulgada el 28 de abril del mismo año. Esta representación se comparte en igualdad y a título personal entre el obispo de la Seo de Urgel (España) y el presidente de la República francesa. El obispo de Urgel es uno de los dos únicos jefes de Estado en la actualidad que ostentan además un cargo eclesiástico, siendo el otro el papa, como obispo de Roma y soberano del Estado de la Ciudad del Vaticano. 

## Historia
El origen de la figura de los copríncipes se remonta al siglo XI, cuando se estableció un principio de reparto feudatario entre dos vasallos del conde de Urgel: el obispo de Urgel y el conde de Caboet. Cuando este último pasó a ser posesión del vizconde de Castellbó, el reparto se transmitió en iguales condiciones en 1186. Posteriormente, los de Castellbó se integraron en el condado de Foix dando continuidad a una nueva transmisión en 1226.
Los tratados, según el código feudal de Pareatges de 1278 y 1288, pusieron fin a un periodo de disputas y confirmaron las prerrogativas de ambos señoríos entre el obispo Pedro de Urgio y el conde Roger Bernardo III de Foix.
El obispado de Urgel permaneció bajo tutela del condado de Barcelona y la corona de Aragón más tarde integrada en la corona unificada española, mientras que el condado de Foix pasó en 1479 a ser posesión de los territorios bearneses del reino de Navarra, también llamados de Baja Navarra, dando origen a una serie de transmisiones del título dentro del ámbito francés.
Es por entonces que el señorío compartido adquiere el rango de coprincipado.

### Transmisiones del coprincipado francés
La Baja Navarra se integró en el reino de Francia en 1589 con la llegada al trono de Enrique IV, momento a partir del cual los reyes sucesivos también se titularon de France et de Navarre. 
Luis XIII decidió en 1620 unir el título de rey de Navarra y sus derechos transmitidos del coprincipado de Andorra, en la corona de Francia a través del edicto de Pau.
Tras la Revolución francesa de 1789, la I República (1792-99) renunció al coprincipado hasta que en 1806 el emperador Napoleón Bonaparte volvió a ejercer de copríncipe, considerando que el decreto real de 1620 había transmitido la parte de soberanía francesa de Andorra al estado francés, cualquiera que fuera su forma de gobierno. 
Siguiendo este principio, los actuales presidentes de la república francesa son copríncipes de Andorra.
La Constitución de 1993 adoptó esta forma tradicional de representación.

## Los copríncipes en la Constitución de 1993: características, funciones y atribuciones
Los copríncipes, de acuerdo con el Título III de la Constitución de 1993, son los jefes de Estado del Principado de Andorra, cargo que ejercen de forma conjunta e indivisa (art. 43.1 de la Constitución). Como institución surgida de los Pareatges y de su evolución histórica, los copríncipes son, a título personal y exclusivo, el obispo de Urgel y el presidente de la República Francesa (art. 43.2). Son símbolo y garantía de la permanencia y la continuidad de Andorra, así como de su independencia y del mantenimiento del espíritu paritario en las relaciones con los estados vecinos, el Reino de España y la República Francesa (art. 44.1). Asimismo, arbitran y moderan el funcionamiento de los poderes públicos y de las instituciones (art. 44.2).
Los mecanismos de elección de los jefes de Estado son, en la parte del copríncipe episcopal, el nombramiento canónico del Obispo de Urgel efectuado por el sumo pontífice, y en la parte del copríncipe francés, la elección mediante sufragio universal directo del pueblo francés al presidente de la República Francesa. En caso de inexistencia de uno de los copríncipes, la Constitución reconoce la validez de los mecanismos de sustitución previstos en los ordenamientos respectivos, para que no se interrumpa el normal funcionamiento de las instituciones del país (art. 49).
En el momento en que son designados por los cargos anteriormente mencionados se convierten en copríncipes de Andorra y deben jurar o prometer ejercer sus funciones de acuerdo con la Constitución (art. 43.2). Aunque la norma fundamental no lo especifica, el juramento se ha venido efectuando en sesión del Consejo General ya que la cámara expresa la representación mixta y paritaria de la población nacional y de las siete parroquias y representa al pueblo andorrano (art. 50 ). Joan-Enric Vives, actual copríncipe episcopal, prestó juramento personalmente en sesión extraordinaria celebrada el 10 de julio de 2003. Emmanuel Macron, actual copríncipe francés, tal como lo habían hecho sus predecesores, juró a través de su representante personal en el Principado, Patrick Strzoda, que dio lectura a la declaración en sesión ordinaria celebrada el 15 de junio de 2017.
Los poderes de ambos copríncipes son iguales y derivan de la Constitución y de las leyes (art. 43.2). Salvo en los casos previstos en la carta magna, los copríncipes no están sujetos a responsabilidad. De sus acciones se hacen responsables quienes los refrendan. Son el jefe de gobierno, el síndico general y los ministros competentes los que refrendan los actos establecidos en el artículo 45.1 de la Constitución (art. 75).
Como jefes de Estado asumen la más alta representación del Principado (art. 43.1) en las relaciones con la comunidad internacional, especialmente con los estados vecinos. Esta función se ha ejercido de diversas formas. Un ejemplo es la asistencia del copríncipe episcopal, el 2 de junio de 2011, a las celebraciones organizadas en Roma con motivo del 150 aniversario de la unificación de Italia, o su presencia, el 19 de marzo de 2013, en la misa de inicio del ministerio petrino del obispo de Roma Francisco. En el interior de las fronteras del Principado, destaca el recibimiento por parte del copríncipe episcopal y el representante personal del copríncipe francés al presidente de la República de Portugal, Aníbal Cavaco Silva, en la visita oficial que realizó los días 5, 6 y 7 de marzo de 2010. Vives también recibió en audiencia, el 10 de marzo de 2011, a los príncipes herederos de Liechtenstein, Alois y Sophie, y presidió, junto con el director de gabinete de la representación del copríncipe francés, Pascal Escande, el 2 de abril de 2013, una cena oficial en honor de Ban Ki-moon, secretario general de las Naciones Unidas.
Más allá de estos eventos, la máxima representación del país en el exterior se lleva a cabo, en primer lugar, en la manifestación del consentimiento del Estado para obligarse internacionalmente (art. 44.1), en especial por medio los tratados (art. 45.1.h). Esta atribución constitucional se desempeñó por primera vez con el Tratado de buena vecindad, de amistad y de cooperación entre el Principado de Andorra, la República Francesa y el Reino de España y el Instrumento de aceptación de las obligaciones de la Carta de las Naciones Unidas, ambos de 4 de noviembre de 1993.
En relación con los tratados internacionales, los copríncipes son informados de su conclusión (art. 64.2) y pueden participar en la negociación de los que afecten las relaciones con los Estados vecinos (art. 66.1). En este supuesto, la representación andorrana que tenga por misión negociar los tratados comprenderá, además de los miembros nombrados por el Gobierno, a un miembro nombrado por cada copríncipe (art. 66.2) y para la adopción del texto será necesaria la aprobación de todos los miembros negociadores (art. 66.3). También son informados de los otros proyectos de tratados y de acuerdos internacionales y, a petición del Gobierno, pueden ser asociados a la negociación si así lo exige el interés nacional de Andorra, antes de su aprobación en sede parlamentaria (art. 67) .
En segundo lugar, y con una periodicidad de dos veces al año, los copríncipes reciben las cartas credenciales de los embajadores que representan a sus respectivos Estados en el Principado (art. 45.1.e). Cada nuevo embajador debe presentar sus credenciales a uno y otro jefe de Estado en dos ceremonias que se celebran en la Seo de Urgel y en París. Los copríncipes, además, ofrecen alternativamente una recepción al cuerpo diplomático, donde se dirigen a los presentes con un discurso. Los años pares la preside el copríncipe episcopal y los impares el copríncipe francés. También acreditan los representantes diplomáticos de Andorra en el extranjero.
En asuntos internos, los copríncipes, según la norma fundamental, les corresponden atribuciones en cada uno de los tres poderes del Estado, el legislativo, el ejecutivo y el judicial.
En el poder legislativo, las principales funciones son la convocatoria de elecciones generales de acuerdo con la carta magna (art. 45.1.ai 71), la convocatoria de un referéndum de acuerdo con los artículos 76 y 100 de la Constitución (art. 45.1.b), la firma del decreto de disolución del Consejo General que establece el artículo 71 (art. 45.1.d) y la sanción y promulgación de las leyes entre los 8 y 15 días posteriores a su aprobación por parte del Consejo General (art. 45.1.g y 63). La sanción representa la firma del instrumento legal por la que los jefes de Estado asienten la ley. La promulgación consiste en definir que la norma se ha perfeccionado y debe ser acatada. De este modo, se autentifica la ley aprobada y se formaliza su incorporación de forma definitiva al ordenamiento jurídico.
No obstante, en el período que establecido por la sanción, los copríncipes, conjunta o separadamente, pueden dirigirse al Tribunal Constitucional con mensaje razonado para que éste se pronuncie sobre su constitucionalidad. Si la resolución fuera positiva, la norma puede ser sancionada con la firma de un solo copríncipe (art. 45.2). Esta circunstancia se repite cuando concurren circunstancias que impidan por parte de uno de los copríncipes la formalización de los actos establecidos en el artículo 45.1. Dentro del plazo constitucionalmente previsto, su representante lo notificará al Síndic General o al jefe de Gobierno. Así, los actos, normas o decisiones en cuestión entrarán en vigor transcurridos dichos plazos con la firma del otro copríncipe (art. 45.3). Un ejemplo de legislación sancionada por un único jefe de Estado es la ley calificada del matrimonio, de 30 de junio de 1995.
En cuanto al poder ejecutivo, la principal atribución de los copríncipes es el nombramiento del jefe de Gobierno una vez haya sido elegido por el Consejo General (art. 45.1.c y 73). Después de cada renovación del órgano legislativo, en la primera sesión, que se celebrará en el plazo de ocho días después de la sesión constitutiva, se procede a la elección del jefe de Gobierno. Los candidatos deben ser presentados por una quinta parte de los miembros del Consejo. Estos deben presentar su programa resultando elegido aquel que, después de un debate, en una primera votación pública y oral, obtenga la mayoría absoluta, es decir, 15 o más consejeros. En caso de que fuera necesaria una segunda votación, sólo pueden presentarse los dos candidatos que hayan obtenido los mejores resultados en la primera votación. Será proclamado como jefe de Gobierno el candidato que obtenga más votos. El Síndic General comunicará a los copríncipes el resultado de la votación para que nombren el elegido, y refrendará el decreto (art. 68).
En desarrollo de la función de arbitrio y moderación del funcionamiento de las instituciones, los copríncipes, a iniciativa de cada uno de ellos, del Síndic General o del jefe de Gobierno, son informados regularmente de los asuntos de Estado (art. 44.2). Esto se materializa en la visita que hizo el jefe de Gobierno al copríncipe episcopal el 27 de abril de 2017 y la que hizo, junto con el Síndic, el copríncipe francés el 18 de julio del mismo año. También se pueden enmarcar en este apartado las audiencias que los jefes de Estado mantienen con los presidentes de los grupos políticos con representación parlamentaria, con los ministros del Gobierno o con los cónsules mayores y menores de las siete parroquias tras las elecciones comunales.
Probablemente es en el poder judicial donde los copríncipes tienen más libertad de acción y conservan algunas de las prerrogativas anteriores a la Constitución. Cada uno de ellos, como acto de libre decisión, designan uno de los cinco miembros del Consejo Superior de la Justicia (art. 46.1.c), órgano de representación, gobierno y administración de la organización judicial, que vela por la independencia y el buen funcionamiento de la Justicia (art. 89.1); y uno de los cuatro magistrados del Tribunal Constitucional (art. 46.1.d), institución intérprete suprema de la Carta Magna, al tiempo que firman el decreto de nombramiento del resto de los magistrados.
Los copríncipes también les corresponde como acto de libre decisión el ejercicio conjunto de la prerrogativa de gracia (art. 46.1.a). Tradicionalmente, la concesión de un indulto se ha decretado con motivo del encuentro de los dos jefes de Estado en suelo andorrano, coincidiendo con la visita del copríncipe francés en el Principado. El último decreto de estas características se expidió el 1 de agosto de 2014, cumpliendo un acuerdo adoptado en el encuentro entre Joan - Enric Vives y M. François Hollande en Casa de la Vall el día 12 de junio de 2014. Se otorgó un indulto de seis meses para las penas de prisión, con exclusión de cualquier otra pena impuesta o que pueda imponerse por los tribunales penales andorranos, por razón de delitos o de contravenciones penales cometidos en fecha anterior al día 12 de junio de 2014 (art. 1 de la Disposición de Gracia del 1 de agosto de 2014).
Entre las disposiciones de libre decisión de los copríncipes también se encuentran el requerimiento de dictamen previo de inconstitucionalidad de las leyes (art. 46.1.e), el requerimiento de dictamen sobre la inconstitucionalidad de los tratados internacionales, previo a su ratificación (art. 45.1 .f.), la interposición de conflicto ante el Tribunal Constitucional por afectar a sus funciones institucionales (art. 46.1.g) y el otorgamiento del acuerdo para la adopción de un texto de un tratado internacional antes de su aprobación en sede parlamentaria (art. 46.1.h). Cabe destacar que todas las atribuciones establecidas en los artículos 45 y 46 de la Constitución deben ser ejercidas personalmente por los jefes de Estado, salvo las anteriormente mencionadas que pueden ser realizadas por delegación expresa (art 46.2).
En última instancia, hay que mencionar lo dispuesto en el Título IX de la Carta Magna, correspondiente a su modificación. La iniciativa de reforma de la Constitución corresponderá a los copríncipes conjuntamente o a una tercera parte de los miembros del Consell General (art. 105). La reforma requerirá la aprobación por parte del parlamento por mayoría de dos terceras partes de sus miembros. Inmediatamente después, la propuesta se someterá a referéndum de ratificación (art. 106). Superados los trámites mencionados, los copríncipes sancionarán el nuevo texto constitucional para su promulgación y entrada en vigor (art. 107).
Para el correcto desarrollo de sus funciones constitucionales e institucionales como Jefes de Estado, los copríncipes tienen la potestad de crear y estructurar los servicios que consideren necesarios, nombrar a sus titulares y acreditar a todos los efectos (art. 46.1. b.). En concreto, el copríncipe episcopal reestructuró sus servicios por Decreto de 31 de julio de 1993. Este define los servicios como el organismo, del que el propio copríncipe se sirve para la realización de sus funciones de jefe del Estado. Están constituidos por el representante personal, que ejerce, en virtud de delegación permanente, todos los poderes del copríncipe, salvo los que la Constitución les reserve expresamente para el ejercicio personal; el secretario general, que presta su apoyo administrativo a las Autoridades y al Consejo de la Mitra, de las que es, al mismo tiempo, órgano de relación pública, sobre todo con los medios de comunicación; y el Consejo de la Mitra, órgano consultivo en todos aquellos asuntos que el copríncipe o su representante sometan a su deliberación, formado por el representante personal, el secretario general y las personas, hasta un máximo de 9, elegidas por el copríncipe por un plazo de cuatro años.
La Constitución ya prevé que los copríncipes tienen otras responsabilidades en el obispado de Urgel y la República Francesa y no residen en el Principado y les permite nombrar un representante personal en Andorra (art. 48). Los poderes conferidos al copríncipe por la Constitución que no estén estrictamente reservados para su ejercicio personal, pueden ser delegados al representante. Asimismo, en el marco de la negociación de los tratados previstos en el artículo 66.1 de la Constitución, el representante personal es designado como miembro de la delegación andorrana que negociará el tratado. Actualmente, el representante del copríncipe episcopal es Josep Maria Mauri (2012 -...), y el representante del copríncipe francés el M.I. Sr. Patrick Strzoda (2017 -...).
Por último, mencionar que para el sostenimiento económico de sus servicios, el presupuesto general del Principado debe asignar una cantidad igual a cada copríncipe, de la que pueden disponer libremente (art 47). A lo largo de toda la etapa constitucional la asignación económica a los jefes de Estado ha sufrido ligeras modificaciones. El presupuesto general correspondiente al ejercicio del 2017 la establece en 707.507,76 €, lo que supone una cantidad de 353.753,88 € para cada copríncipe.

## Lista de copríncipes de Andorra
| Copríncipe episcopal | Mandato                        | Copríncipe francés                                                               | Reinado / Mandato                       |
| --- | ------------------------------ | -------------------------------------------------------------------------------- | --------------------------------------- |
| Obispo de Urgel | Obispo de Urgel                | Condes de Foix                                                                   | Condes de Foix                          |
| Obispo de Urgel | Obispo de Urgel                | Casa de Foix                                                                     |                                         |
| Pedro de Urgio | 1278–1293                      | Roger Bernardo III                                                               | 1278–1302                               |
| Guillem de Montcada | 1295–1308                      | Roger Bernardo III                                                               | 1278–1302                               |
| Guillem de Montcada | 1295–1308                      | Casa of Foix-Béarn                                                               |                                         |
| Guillem de Montcada | 1295–1308                      | Gastón I                                                                         | 1302–1315                               |
| Ramon Trebaylla | 1309–1326                      | Gastón I                                                                         | 1302–1315                               |
| Ramon Trebaylla | 1309–1326                      | Gastón II                                                                        | 1315–1343                               |
| Arnau de Llordà | 1326–1341                      | Gastón II                                                                        | 1315–1343                               |
| Pere de Narbona | 1341–1347                      | Gastón II                                                                        | 1315–1343                               |
| Pere de Narbona | 1341–1347                      | Gastón III Febus                                                                 | 1343–1391                               |
| Nicolau Capoci | 1348–1351                      | Gastón III Febus                                                                 | 1343–1391                               |
| Hug Desbach | 1351–1361                      | Gastón III Febus                                                                 | 1343–1391                               |
| Guillem Arnau de Palau | 1362–1364                      | Gastón III Febus                                                                 | 1343–1391                               |
| Pedro Martínez de Luna | 1365–1370                      | Gastón III Febus                                                                 | 1343–1391                               |
| Berenguer d'Erill i de Pallars | 1371–1388                      | Gastón III Febus                                                                 | 1343–1391                               |
| Galcerand de Vilanova | 1388–1396                      | Gastón III Febus                                                                 | 1343–1391                               |
| Galcerand de Vilanova | 1388–1396                      | Mateo I                                                                          | 1391–1396                               |
| Primera anexión a Aragón Andorra es temporalmente unida a la Corona de Aragón en 1396. |                                |                                                                                  |                                         |
| Obispo de Urgel (restaurados) | Obispo de Urgel (restaurados)  | Condes de Foix (restaurados)                                                     | Condes de Foix (restaurados)            |
| Obispo de Urgel (restaurados) | Obispo de Urgel (restaurados)  | Casa de Foix-Béarn (restaurada)                                                  |                                         |
| Galcerand de Vilanova (restaurado) | 1396–1415                      | Mateo I (restaurado)                                                             | 1396–1398                               |
| Galcerand de Vilanova (restaurado) | 1396–1415                      | Isabel de Castellbó y Arquimbaldo I de Grailly                                   | 1398–1413                               |
| Galcerand de Vilanova (restaurado) | 1396–1415                      | Casa de Foix-Grailly                                                             |                                         |
| Galcerand de Vilanova (restaurado) | 1396–1415                      | Juan I                                                                           | 1413–1436                               |
| Franciasc de Tovia | 1416–1436                      | Juan I                                                                           | 1413–1436                               |
| Franciasc de Tovia | 1416–1436                      | Gastón IV                                                                        | 1436–1472                               |
| Arnau Roger de Pallars | 1437–1461                      | Gastón IV                                                                        | 1436–1472                               |
| Jaume de Cardona i de Gandia | 1462–1466                      | Gastón IV                                                                        | 1436–1472                               |
| Rodrigo Borja | 1467–1472                      | Gastón IV                                                                        | 1436–1472                               |
| Pedro de Cardona | 1472–1512                      | Reyes de Navarra                                                                 | Reyes de Navarra                        |
| Pedro de Cardona | 1472–1512                      | Casa de Foix-Grailly-Navarra                                                     |                                         |
| Pedro de Cardona | 1472–1512                      | Francisco I                                                                      | 1472–1483                               |
| Pedro de Cardona | 1472–1512                      | Catalina I y Juan III de Albret                                                  | 1483–1512                               |
| Segunda anexión a Aragón Andorra es temporalmente unida a la Corona de Aragón en 1512–1513. En 1516 la Alta Navarra es incorporada a la Corona de Castilla, la Baja Navarra permanece bajo ocupación castellana, pero leal a los reyes navarros, hasta 1529 cuando es retomada por los reyes de Navarra definitivamente. Andorra se mantiene como posesión de los Foix. |                                |                                                                                  |                                         |
| Obispos de Urgel (restaurados) | Obispos de Urgel (restaurados) | Reyes de Navarra (Baja Navarra)                                                  | Reyes de Navarra (Baja Navarra)         |
| Obispos de Urgel (restaurados) | Obispos de Urgel (restaurados) | Casa de Foix-Grailly-Navarra (restaurada)                                        |                                         |
| Pedro de Cardona (restaurado) | 1513–1515                      | Catalina I y Juan III de Albret                                                  | 1513–1517 / 1513-1516                   |
| Joan Despés | 1515–1530                      | Catalina I y Juan III de Albret                                                  | 1513–1517 / 1513-1516                   |
| Joan Despés | 1515–1530                      | Casa de Albret                                                                   |                                         |
| Joan Despés | 1515–1530                      | Enrique II                                                                       | 1517–1555                               |
| Pere Jordà d'Urríes | 1532–1533                      | Enrique II                                                                       | 1517–1555                               |
| Franciasc d'Urríes | 1534–1551                      | Enrique II                                                                       | 1517–1555                               |
| Miquel Despuig | 1552–1556                      | Enrique II                                                                       | 1517–1555                               |
| Miquel Despuig | 1552–1556                      | Juana de Albret                                                                  | 1555–1572                               |
| Juan Pérez García de Oliván | 1556–1560                      | Juana de Albret                                                                  | 1555–1572                               |
| Pere de Castellet | 1561–1571                      | Juana de Albret                                                                  | 1555–1572                               |
| Joan Dimas Loris | 1572–1576                      | Casa de Borbón                                                                   | Casa de Borbón                          |
| Joan Dimas Loris | 1572–1576                      | Enrique III (rey de Francia como Enrique IV en 1589)                             | 1572–1610                               |
| Miquel Jeroni Morell | 1577–1579                      | Enrique III (rey de Francia como Enrique IV en 1589)                             | 1572–1610                               |
| Hug Ambrós de Montcada | 1580–1586                      | Enrique III (rey de Francia como Enrique IV en 1589)                             | 1572–1610                               |
| Andreu Capella | 1587–1609                      | Enrique III (rey de Francia como Enrique IV en 1589)                             | 1572–1610                               |
| Bernat de Salbà i de Salbà | 1610–1620                      | Luis II (rey de Francia como Luis XIII en 1610)                                  | 1610–1620                               |
| Luis Díez de Aux y Armendáriz | 1621–1627                      | Reyes de Francia y Navarra                                                       | Reyes de Francia y Navarra              |
| Luis Díez de Aux y Armendáriz | 1621–1627                      | Casa de Borbón                                                                   |                                         |
| Luis Díez de Aux y Armendáriz | 1621–1627                      | Luis XIII                                                                        | 1620–1643                               |
| Antonio Pérez | 1627–1633                      | Luis XIII                                                                        | 1620–1643                               |
| Pau Duran | 1634–1651                      | Luis XIII                                                                        | 1620–1643                               |
| Pau Duran | 1634–1651                      | Luis XIV                                                                         | 1643–1715                               |
| Joan Manuel de Espinosa | 1655–1663                      | Luis XIV                                                                         | 1643–1715                               |
| Melcior Palau i Boscà | 1664–1670                      | Luis XIV                                                                         | 1643–1715                               |
| Pere de Copons i de Teixidor | 1671–1681                      | Luis XIV                                                                         | 1643–1715                               |
| Joan Desbach Martorell | 1682–1688                      | Luis XIV                                                                         | 1643–1715                               |
| Oleguer de Montserrat Rufet | 1689–1694                      | Luis XIV                                                                         | 1643–1715                               |
| Julià Cano Thebar | 1695–1714                      | Luis XIV                                                                         | 1643–1715                               |
| Simeó de Guinda y Apeztegui | 1714–1737                      | Luis XIV                                                                         | 1643–1715                               |
| Simeó de Guinda y Apeztegui | 1714–1737                      | Luis XV                                                                          | 1715–1774                               |
| Jordi Curado y Torreblanca | 1738–1747                      | Luis XV                                                                          | 1715–1774                               |
| Sebastià de Victoria Emparán y Loyola | 1747–1756                      | Luis XV                                                                          | 1715–1774                               |
| Francesc Josep Catalán de Ocón | 1757–1762                      | Luis XV                                                                          | 1715–1774                               |
| Franciasc Fernández de Xátiva y Contreras | 1763–1771                      | Luis XV                                                                          | 1715–1774                               |
| Joaquín de Santiyán y Valdivielso | 1772–1779                      | Luis XV                                                                          | 1715–1774                               |
| Joaquín de Santiyán y Valdivielso | 1772–1779                      | Luis XVI                                                                         | 1774–1792                               |
| Juan de García y Montenegro | 1780–1783                      | Luis XVI                                                                         | 1774–1792                               |
| Josep de Boltas | 1785–1795                      | Luis XVI                                                                         | 1774–1792                               |
| Josep de Boltas | 1785–1795                      | Primera República Francesa Francia renuncia a su puesto de copríncipe de Andorra |                                         |
| Francesc Antoni de la Dueña y Cisneros | 1797–1812                      |                                                                                  |                                         |
| Francesc Antoni de la Dueña y Cisneros | 1797–1812                      | Emperador de los franceses                                                       |                                         |
| Francesc Antoni de la Dueña y Cisneros | 1797–1812                      | Casa de Bonaparte                                                                |                                         |
| Francesc Antoni de la Dueña y Cisneros | 1797–1812                      | Napoleón I                                                                       | 1806–1812                               |
| Anexión a Francia Andorra es temporalmente anexionada al Primer Imperio Francés (1812-1813) |                                |                                                                                  |                                         |
| Obispos de Urgel (restaurados) | Obispos de Urgel (restaurados) | Emperador de los franceses (restaurado)                                          | Emperador de los franceses (restaurado) |
| Obispos de Urgel (restaurados) | Obispos de Urgel (restaurados) | Casa de Bonaparte (restaurada)                                                   |                                         |
| Francesc Antoni de la Dueña y Cisneros (restaurado) | 1813–1816                      | Napoleón I (restaurado)                                                          | 1813–1814                               |
| Francesc Antoni de la Dueña y Cisneros (restaurado) | 1813–1816                      | Reyes de Francia y Navarra (restaurados)                                         |                                         |
| Francesc Antoni de la Dueña y Cisneros (restaurado) | 1813–1816                      | Casa de Borbón (restaurada)                                                      |                                         |
| Francesc Antoni de la Dueña y Cisneros (restaurado) | 1813–1816                      | Luis XVIII                                                                       | 1814–1815                               |
| Francesc Antoni de la Dueña y Cisneros (restaurado) | 1813–1816                      | Emperador de los franceses (restaurado)                                          |                                         |
| Francesc Antoni de la Dueña y Cisneros (restaurado) | 1813–1816                      | Casa de Bonaparte (restaurada)                                                   |                                         |
| Francesc Antoni de la Dueña y Cisneros (restaurado) | 1813–1816                      | Napoleón I (restaurado)                                                          | 1815                                    |
| Francesc Antoni de la Dueña y Cisneros (restaurado) | 1813–1816                      | Napoleón II                                                                      | 1815                                    |
| Francesc Antoni de la Dueña y Cisneros (restaurado) | 1813–1816                      | Reyes de Francia y Navarra (restaurados)                                         |                                         |
| Francesc Antoni de la Dueña y Cisneros (restaurado) | 1813–1816                      | Casa de Borbón (restaurada)                                                      |                                         |
| Francesc Antoni de la Dueña y Cisneros (restaurado) | 1813–1816                      | Luis XVIII (restaurado)                                                          | 1815–1824                               |
| Bernat Francés y Caballero | 1817–1824                      | Luis XVIII (restaurado)                                                          | 1815–1824                               |
| Bonifacio López y Pulido | 1824–1827                      | Carlos X                                                                         | 1824–1830                               |
| Simó de Guardiola y Hortoneda | 1827–1851                      | Carlos X                                                                         | 1824–1830                               |
| Simó de Guardiola y Hortoneda | 1827–1851                      | Casa de Orleans                                                                  |                                         |
| Simó de Guardiola y Hortoneda | 1827–1851                      | Luis Felipe I de Francia (rey de los franceses)                                  | 1830–1848                               |
| Simó de Guardiola y Hortoneda | 1827–1851                      | Presidentes de la Segunda República Francesa                                     |                                         |
| Simó de Guardiola y Hortoneda | 1827–1851                      | Luis Napoleón Bonaparte                                                          | 1848–1852                               |
| Simó de Guardiola y Hortoneda | 1827–1851                      | Emperador de los franceses                                                       |                                         |
| Simó de Guardiola y Hortoneda | 1827–1851                      | Casa de Bonaparte                                                                |                                         |
| Simó de Guardiola y Hortoneda | 1827–1851                      | Napoleón III                                                                     | 1852–1870                               |
| José Caixal y Estradé | 1853–1879                      | Napoleón III                                                                     | 1852–1870                               |
| José Caixal y Estradé | 1853–1879                      | Presidentes de la Tercera República Francesa                                     |                                         |
| José Caixal y Estradé | 1853–1879                      | Adolphe Thiers                                                                   | 1871–1873                               |
| José Caixal y Estradé | 1853–1879                      | Patrice de Mac Mahon                                                             | 1873–1879                               |
| Salvador Casañas i Pagès | 1879–1901                      | Jules Grévy                                                                      | 1879–1887                               |
| Salvador Casañas i Pagès | 1879–1901                      | Marie François Sadi Carnot                                                       | 1887–1894                               |
| Salvador Casañas i Pagès | 1879–1901                      | Jean Casimir-Périer                                                              | 1894–1895                               |
| Salvador Casañas i Pagès | 1879–1901                      | Félix Faure                                                                      | 1895–1899                               |
| Salvador Casañas i Pagès | 1879–1901                      | Émile Loubet                                                                     | 1899–1906                               |
| Ramon Riu i Cabanes | 1901                           | Émile Loubet                                                                     | 1899–1906                               |
| Toribio Martín (en funciones) | 1902                           | Émile Loubet                                                                     | 1899–1906                               |
| Juan José Laguarda y Fenollera | 1902–1906                      | Émile Loubet                                                                     | 1899–1906                               |
| Josep Pujargimzú (en funciones) | 1907                           | Armand Fallières                                                                 | 1906–1913                               |
| Juan Bautista Benlloch | 1907–1919                      | Armand Fallières                                                                 | 1906–1913                               |
| Juan Bautista Benlloch | 1907–1919                      | Raymond Poincaré                                                                 | 1913–1920                               |
| Jaume Viladrich i Gaspa (en funciones) | 1919–1920                      | Raymond Poincaré                                                                 | 1913–1920                               |
| Justino Guitart y Vilardebó | 1920–1934                      | Paul Deschanel                                                                   | 1920                                    |
| Justino Guitart y Vilardebó | 1920–1934                      | Alexandre Millerand                                                              | 1920–1924                               |
| Justino Guitart y Vilardebó | 1920–1934                      | Gaston Doumergue                                                                 | 1924–1931                               |
| Justino Guitart y Vilardebó | 1920–1934                      | Paul Doumer                                                                      | 1931–1932                               |
| Justino Guitart y Vilardebó | 1920–1934                      | Albert Lebrun                                                                    | 1932–1934                               |
| Reino de Andorra El Consell General de les Valls d'Andorra declaró a Borís I d'Andorra primer rey de Andorra el 8 de julio de 1934, aunque su reino solo duró 13 días al ser arrestado per la Guardia Civil el 21 de julio de 1934 a petición del Obispo de Urgel por usurpación de autoridad.                                                                          |                                |                                                                                  |                                         |
| Obispos de Urgel | Obispos de Urgel               | Tercera República Francesa                                                       | Tercera República Francesa              |
| Obispos de Urgel | Obispos de Urgel               | Albert Lebrun                                                                    | 1934-1940                               |
| Justino Guitart y Vilardebó | 1934-1940                      | Albert Lebrun                                                                    | 1934-1940                               |
| Ricard Fornesa En funciones y vicario apostólico | 1940-1943                      | Régimen de Vichy                                                                 | Régimen de Vichy                        |
| Ricard Fornesa En funciones y vicario apostólico | 1940-1943                      | Philippe Pétain                                                                  | 1940-1944                               |
| Ramón Iglesias Navarri | 1943-1969                      | Philippe Pétain                                                                  | 1940-1944                               |
| Ramón Iglesias Navarri | 1943-1969                      | Gobierno provisional de Francia                                                  |                                         |
| Ramón Iglesias Navarri | 1943-1969                      | Charles de Gaulle                                                                | 1944-1946                               |
| Ramón Iglesias Navarri | 1943-1969                      | Félix Gouin                                                                      | 1946                                    |
| Ramón Iglesias Navarri | 1943-1969                      | Georges Bidault                                                                  | 1946-1947                               |
| Ramón Iglesias Navarri | 1943-1969                      | Cuarta República Francesa                                                        |                                         |
| Ramón Iglesias Navarri | 1943-1969                      | Vincent Auriol                                                                   | 1947-1954                               |
| Ramón Iglesias Navarri | 1943-1969                      | René Coty                                                                        | 1954-1959                               |
| Ramón Iglesias Navarri | 1943-1969                      | Quinta República Francesa                                                        |                                         |
| Ramón Iglesias Navarri | 1943-1969                      | Charles de Gaulle                                                                | 1959-1969                               |
| Ramón Malla i Call Obispo de Lérida (1968-1999) En funciones y administrador apostólico | 1969-1971                      | Georges Pompidou                                                                 | 1969-1974                               |
| Joan Martí Alanis Arzobispo "ad personam" | 1971-2003                      | Georges Pompidou                                                                 | 1969-1974                               |
| Joan Martí Alanis Arzobispo "ad personam" | 1971-2003                      | Valéry Giscard d'Estaing                                                         | 1974-1981                               |
| Joan Martí Alanis Arzobispo "ad personam" | 1971-2003                      | François Mitterrand                                                              | 1981-1995                               |
| Joan Martí Alanis Arzobispo "ad personam" | 1971-2003                      | Jacques Chirac                                                                   | 1995-2007                               |
| Joan Enric Vives Sicília Arzobispo de Urgel “ad personam”' desde 2009 | 2003-2025                      | Jacques Chirac                                                                   | 1995-2007                               |
| Joan Enric Vives Sicília Arzobispo de Urgel “ad personam”' desde 2009 | 2003-2025                      | Nicolas Sarkozy                                                                  | 2007-2012                               |
| Joan Enric Vives Sicília Arzobispo de Urgel “ad personam”' desde 2009 | 2003-2025                      | François Hollande                                                                | 2012-2017                               |
| Joan Enric Vives Sicília Arzobispo de Urgel “ad personam”' desde 2009 | 2003-2025                      | Emmanuel Macron                                                                  | 2017-en el cargo                        |
| Josep-Lluís Serrano Pentinat | 2025-en el cargo               | Emmanuel Macron                                                                  | 2017-en el cargo                        |